# Kažnjenička bojna
Das Kažnjenička bojna (kroatisch für ‚Sträflingsbataillon‘), kurz KB, war eine Militäreinheit im Kroatien- und Bosnienkrieg und stand unter dem Kommando des Warlords und mutmaßlichen Bandenkriminellen Mladen Naletilić (1946–2021). Das KB wird mit kriminellen Handlungen und Kriegsverbrechen in Verbindung gebracht.
Die 1991 kurz vor Ausbruch des Kroatienkrieges gegründete und 40 bis 50 Mann zählende paramilitärische Freischar, stand als irreguläre Truppe unter dem persönlichen Befehl des kroatischen Außenministers Gojko Šušak (1945–1998). Zu Beginn des Bosnienkriegs im Jahr 1992 verlegte der Kommandeur Naletilić das nunmehr 200 bis 300 Mann starke KB in seine Heimatstadt Široki Brijeg (Herzegowina). Anfang 1993 wurde das KB als militärische Spezialeinheit dem Generalstab des Kroatischen Verteidigungsrats (HVO) unterstellt. Die tatsächliche Befehlsstruktur blieb jedoch unverändert.
Die Angehörigen des KB waren Freiwillige sowie Söldner mit und ohne Kampferfahrung. Neben ethnischen Kroaten, seltener auch Bosniaken, kämpften daher auch US-Amerikaner, Engländer, Dänen und Deutsche (darunter Alexander Neidlein, Franz Kunst, Stefan Rays sowie Ralf Mrachacz (* 1954) und Falk Simang (* 1964), die später wegen Mordes an einem Kameraden verurteilt wurden) in der Einheit.

## Geschichte
Während des Zerfalls Jugoslawiens Anfang der 1990er-Jahre kam Naletilić nach Kroatien. Das KB soll am 15. April 1991 von den vier kroatischen Emigranten Mladen „Tuta“ Naletilić (* 1. Dezember 1946), Ivan Andabak, Ludvig Pavlović und Ivan Tolić gegründet worden sein. Die Aufstellung erfolgte am 1. Juni 1991 durch Naletilić, welcher auch der militärische Befehlshaber der zu Beginn nur 40–50 Mann starken Einheit war. Der Name sollte sich darauf beziehen, dass in der Einheit Personen organisiert waren, die im kommunistischen Jugoslawien politisch verfolgt und inhaftiert worden waren. Tatsächlich waren aber viele gewöhnliche Kriminelle Teil des KB.

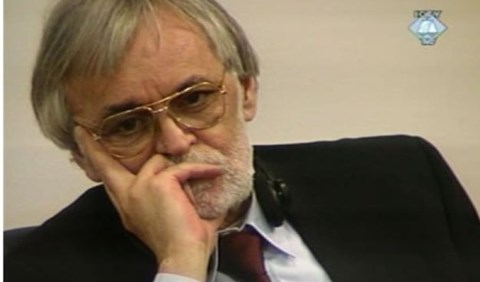
Mladen Naletilić, genannt „Tuta“, vor dem ICTY

Während des Waffenembargos gegen Kroatien sicherte sich Naletilić durch die Vermittlung von Waffengeschäften die Protektion des kroatischen Präsidenten Franjo Tuđman und vor allem von Außenminister Šušak. Das Kažnjenička bojna handelte im Kroatienkrieg unter Šušaks persönlichen Befehl, wie der ehemalige Sicherheits- und Nachrichtendienstoffizier der Einheit 2002 berichtete:

„Bili smo jedinica kojoj je zadatke dijelio isključivo i izravno Gojko Šušak. Dao nam je naredbe i za akciju Maslenica i za akcije oko Dubrovnika, i za Zadar i za Istru. Do odlaska u Hercegovinu funkcionirali smo kao privatna Šuškova vojska. Manje smo se borili protiv Srba, mnogo više protiv loših Hrvata. Sjećam se da nas je Šušak poslao u Opatiju potkraj 1991. i da je bila riječ o tamošnjoj policijskoj postaji. Rečeno nam je da se dolje mora stvoriti red i da tamo nisu dobri Hrvati. Tuta je osobno “zašamarao” načelnika opatijske Policijske postaje i naredio mu da radi ono što mu se kaže. I čovjek je od tog trenutka dosita radio što mu se reklo.“

„Wir waren eine Einheit, der Gojko Šušak ausschließlich und direkt die Aufgaben erteilte. Er gab uns Befehle für die Maslenica-Operation und für die Aktionen um Dubrovnik, für Zadar und für Istrien. Bis zu unserer Abreise in die Herzegowina fungierten wir als Privatarmee von Šušak. Wir haben weniger gegen Serben gekämpft, viel mehr gegen böse Kroaten. Ich erinnere mich, dass Šušak uns Ende 1991 nach Opatija schickte und dort eine Polizeistation war. Uns wurde gesagt, dass unten Ordnung geschaffen werden müsse und es dort keine guten Kroaten gebe. Tuta „ohrfeigte“ den Leiter der Polizeistation von Opatija persönlich und befahl ihm, das zu tun, was ihm gesagt wurde. Und von diesem Moment an tat der Mann, was ihm gesagt wurde.“

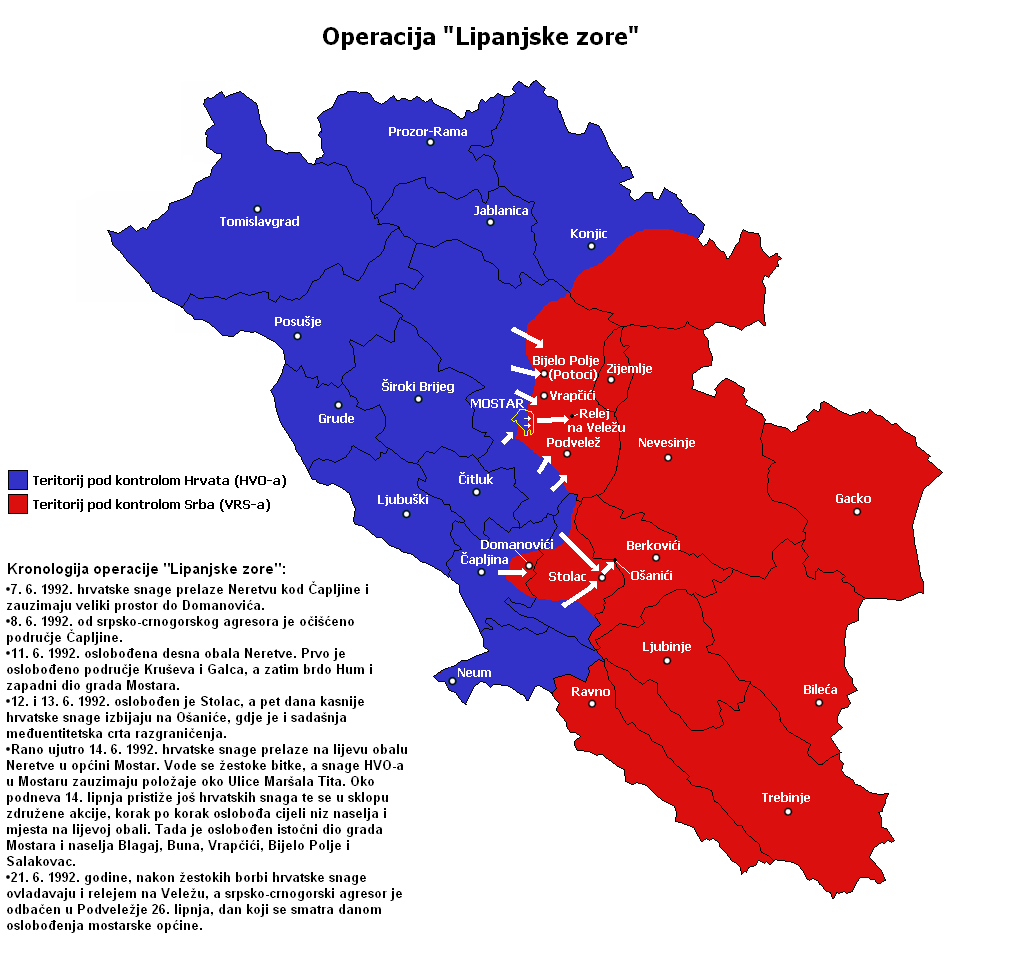
Operation „Lipanjske zore“ (Herzegowina, Juni 1992)

Als sich die Kämpfe 1992 auf Bosnien und Herzegowina ausweiteten, verlegte Naletilić das Kažnjenička bojna bei Ausbruch des Bosnienkrieges nach Široki Brijeg. Im Juni 1992 war das KB mit anderen kroatischen Einheiten an den Kämpfen um die Stadt Mostar und das Neretvatal beteiligt. Im Zuge dieser Kämpfe wurde die Region in der Militäroperation „Lipanjske zore“ („Juni-Morgengrauen“) von serbischem Militär befreit.
Mitglieder des Kažnjenička bojna sollen am 9. August 1992 in Kruševo bei Mostar die Liquidierung des HOS-Führers Blaž Kraljević und acht seiner Mitstreiter durchgeführt haben. Nach der offiziellen Version schossen HOS-Mitglieder auf den Kontrollpunkt des Kroatischen Verteidigungsrates, woraufhin Kraljević und sein Gefolge getötet wurden. Der Mord wurde angeblich von Naletilić initiiert. Die genauen Tatumstände wurden nie geklärt.
Naletilić betrieb 1993 über die Fronten hinweg Schmuggelgeschäfte. So verkaufte er Treibstoff an serbisches Militär und später ließ er harte Drogen aus Italien über Mostar nach Zagreb, Sarajevo und Skopje verkaufen.
Das KB wurde Anfang 1993 als professionelle Militäreinheit dem direkten Kommando des Generalstabs des HVO unterstellt. Nach dem Ausbruch des kroatisch-bosniakischen Krieges griffen Einheiten des HVO, darunter das KB, am 17. April 1993 die Dörfer Sovići und Doljani (bei Jablanica) an und betrieben ethnische Säuberung.
Ab dem 9. Mai 1993 beteiligte sich das KB, wiederum mit anderen Einheiten des HVO, am Kampf gegen die Armee von Bosnien und Herzegowina in Mostar, ebenso an der folgenden mehrmonatigen Belagerung, dem intensiven Beschuss und der Blockade humanitärer Hilfsgüter des muslimischen Ostteils der Stadt.
Der ehemalige österreichische Neonazi und Fremdenlegionär Wolfgang Niederreiter (* 1971), dessen Veröffentlichungen zur Verurteilung der KB-Angehörigen Ralf Mrachacz und Falk Simang wegen Mordes führten, beschrieb Rekrutierung, Kampfeinsätze und Kriegsverbrechen beim KB im Jahr 1993 wie folgt:

„Am nächsten Morgen bringt er mich zur »Kasnicka Vojna« [sic!], der sogenannten »Bestrafenden Einheit« [sic!] der HVO. Als wir ankommen, ist der Chef gerade nicht da, so daß wir weiterfahren zu General Tutas Privathaus. Er, der mit bürgerlichem Namen Mladen Naletilic heißt, kommandiert die HVO in Siroki Brijeg und Mostar. Er fragt mich, was ich von ihm will. Ich zeige ihm meinen Legionärsausweis, und er versteht. Er teilt mich der ATG zu, der sogenannten Anti-Terroristen-Gruppe. Ivan fährt mich zurück zum Büro, wo ich eine Uniform bekomme, eine Kalaschnikow mit acht Magazinen – obwohl ich die eigene im Rucksack habe – eine Skorpio mit acht Magazinen, acht Handgranaten, ein Stiefelmesser und eine Splitterweste. […] Im beschlagnahmten Hotel »Park« kann ich mir ein Zimmer aussuchen. Ich teile es mit [Harald] Stefan Trupp, einem Österreicher aus Kärnten. Als nächsten treffe ich Eric [di Tommaso; aus Kanada], den ich schon von der Fremdenlegion her kenne. […] Ein Ausbildungsprogramm gibt es für uns Söldner nicht, vier von uns gehen selbst regelmäßig trainieren. Wir üben Zielschießen in einem Steinbruch. Die Kroaten sagen: »Weil wir zur ATG gehören, sind wir Spezialisten und müssen deshalb nicht trainieren.« […] Am 15. August, dem Marienfeiertag und hier unten dem höchsten Feiertag, findet unsere erste »Aktion« statt. Von Aktion wird immer gesprochen, wenn man bis ganz vorne an die Kampflinie geht. Die Moslems nützen den Marienfeiertag aus und setzen die Wälder rund um Mostar in Brand. Wir müssen an der Buna, einem kleinen Fluß, Stellung beziehen und die gegen Mostar vorrückenden Moslems aufhalten. […] Die Moslems schießen mit Bofors-Granaten. […] Bei uns in der vordersten Linie sehe ich nur Ausländer und keine Kroaten. Wir haben vier Schwerverletzte und einen Toten. […] Dann gibt es eine neue militärische Aktion: In einer Gruppe von dreißig Soldaten rücken wir in Richtung Razdani [= Raštani] vor, auf einen Bergrücken zu. Rastani ist vier Kilometer von Mostar entfernt. Früher wohnten dort Moslems. […] Um 22 Uhr rücken wir aus unserem Hotel ab, um 24 Uhr kommen wir auf dem Bergrücken an. Von dort aus geht es sieben Kilometer bis zum Ort hinunter. Wir bekommen zu essen und legen uns schließlich nieder. Um 2.55 Uhr werden wir geweckt. [...] Um 6 Uhr morgens kommen wir schließlich zu den ersten Häusern. Von unserer gesamten Gruppe sind nur noch vier übrig, wir Ausländer. […] Über Funk bekommen wir den Befehl, die Häuser anzugreifen, in denen sich moslemische Soldaten verschanzt haben. Mit Leuchtgeschossen markieren wir das Ziel, das heißt, wir schießen eine Patrone ab, die ein paar Minuten lang leuchtet. […] Wir greifen an. Um 6.10 Uhr trifft ein Sniper, ein Scharfschütze, Eric [di Tommaso; † 24. August 1993], genau zwischen die Augen. […] Nach vier Stunden sind schließlich alle feindlichen Soldaten fort und die 27 Häuser »gesäubert«, wie das die Kroaten nennen. Die Zivilbevölkerung nehmen wir fest, ohne jemanden zu verletzen. Plötzlich sind die Kroaten unserer Gruppe wieder da und feiern, obwohl es wirklich nichts zu feiern gibt, finde ich. […] Dann gehen wir noch einmal durch alle 27 Häuser. Wir haben diesen Rundgang dreimal zu machen. Als wir zurückkommen, fehlen sieben von den neun festgenommenen Zivilpersonen. Auch ein paar kroatische Soldaten sind fort. […] Alle sind mit dem Bajonett erstochen, die Kehlen sind durchgeschnitten. […] Wir gehen weg und reden mit den Kroaten nicht mehr. Würden wir fragen, warum sie das gemacht haben, würden sie vielleicht auch uns umlegen. […] Tuta ändert seine Meinung über mich nicht. […] Auch vom Massaker erzähle ich ihm und frage, ob diese Dinge denn normal seine. Er behauptet, davon nichts zu wissen.“

Ein großer Teil des KB wurde schließlich in die 22. Sabotageeinheit (22. Diverzantski odred) umgewandelt und blieb als Spezialeinheit dem HVO-Hauptquartier unterstellt. Im Oktober 1995 hatte diese Einheit 318 Angehörige, davon 269 Infanteristen, 27 Unteroffiziere und 22 Offiziere. Das 22. Diverzantski odred ging 1995 in der 2. Gardebrigade des HVO (2. Gardijska brigada HVO-a) auf, die bereits im Januar 1994 an Kämpfen gegen die bosnisch-herzegowinische Armee bei Uskoplje/Prozor-Rama in Bosnien beteiligt gewesen war.

## Organisation (um 1993)
Die militärische Struktur des KB änderte sich fünfmal, in Abstimmung mit Umstrukturierungen innerhalb des gesamten HVO. Das KB wurde zunächst in vier kleine Kommandoeinheiten, später in weitere noch kleinere sogenannte Antiterroreinheiten (Antiteroristička jedinica – ATJ, auch Antiteroristička grupa – ATG) gegliedert. Jede dieser Einheiten hatte einen anderen Gefechtsstand.

## Ausrüstung
Zu Jahresbeginn 1994 wurde für eine Antiterrorgruppe des KB von 60 Mann (komando grupe „BUSOVAČA“) beim Verteidigungsministerium Kroatiens, folgende Ausrüstung angefordert:
- 60 komplette Uniformen, in zweifacher Ausführung (Tarnmuster und Grün)
- 60 Heckler & Koch MP5
- 60 M16-Gewehre AR2
- 60 Pistolen Kaliber 9 mm, Marke Heckler & Koch
- 60 Messer für Einheiten der Spezialpolizei, Marke Gerber Legendary Blades (Portland)
- 60 Kevlarwesten
- 60 Handsprechfunkgeräte mit Kopfhörer
- 60 Rucksäcke mit Metallschnallen
- 60 Paar Bergschuhe (atmungsaktives Kunsttextil)
- 60 Stück „Chinesischer Draht“
- 10 Tränengas-Gewehre
- 60 Atemschutzmasken
- 60 schwarze Anzüge (Uniformen)
- 60 Kampfwesten
- 1 Satelliten-Funkgerät
- 60 Kompasse
- 120 Sportanzüge
- 60 leichte Laufschuhe (Sprinter)
- 100 schwarze Barette
- 2 Hubschrauber mit je 25 Sitzplätzen
- Bewilligung von Geld zum Kauf von 10 Geländewagen (80.000 Deutsche Mark)
- 60 Infrarot-Nachtsichtgeräte (binokular)
- 3 Scharfschützengewehre Kaliber 12,7, Marke McMillan Brothers Rifle Company
- 6 Scharfschützengewehre Zastava M76

## Persönlichkeiten
- Stanislav „Baja“ Kraljević (1970–1992), geboren in Mokro, zu Široki Brijeg. Kraljević kehrte zu Beginn des Kroatienkriegs aus Österreich zurück, wo er gelebt und gearbeitet hatte. Nahm zunächst als Angehöriger der kroatischen Armee u. a. an der Schlacht um Dubrovnik teil. Gefallen am 11. Juni 1992 in der Militäroperation „Lipanjske zore“, bei der Eroberung der Kaserne „Heliodrom“ in Mostar-Rodoč; heute Kaserne „Stanislav Baja Kraljević“ des 1. Infanterie-(Garde-)Regiments der Streitkräfte Bosnien-Herzegowinas (1. pješačke (gardijske) pukovnije OS BiH). Nach seinem Tod wurde eine Unterabteilung des Kažnjenička bojna nach Kraljević benannt. Auf dem Kasernengelände steht heute ein Denkmal das sein Konterfei zeigt.
- Stanko „Baja“ Sopta (* 1966), geboren in Dužice, zu Široki Brijeg. Als ehemaliger Angehöriger des Kažnjenička bojna wurde er für höhere Posten vorgeschlagen und bis in den Rang eines Generals des Kroatischen Verteidigungsrates (HVO) befördert. Später auch General der Streitkräfte der Republik Kroatien (als solcher heute im Ruhestand) und Politiker (HDZ BiH).

## Lieder
Für das Kažnjenička bojna wurden während des Bosnienkriegs zwei Lieder veröffentlicht: „Čuvaj Tuta Mostar“ (Tuta behüte Mostar!) und „Kažnjenička bojna Tutina“ (Tutas Sträflingsbataillon).
| Kroatischer Text Kažnjenička bojna Tutina                                                                                                   | Deutsche Übersetzung Tutas Sträflingsbataillon |
| Majko evo ratnika, Zove ih domovina. Sa svih strana dolaze, Nekad duše kažnjene, Da domove obrane.                                          | Mutter, hier sind die Krieger, Rief die Heimat. Sie kommen von allen Seiten, Lass die bestraften Seelen, Die Heimat verteidigen.                                   |
| Gledam hrabre ratnike, Vidi duše kažnjene. Poruka je njihova, Dušmanima ne prašta, Kažnjenička bojna Tutina.                                | Ich sehe die tapferen Krieger, Sieh die bestraften Seelen. Ihre Botschaft ist, Dem Feind nicht zu verzeihen, Tutas Sträflingsbataillon.                            |
| (Refrain:) Ka-, Ka-, Kažnjeni, Uvijek su mi zvali svi. Od Slanog do Orlovca, Nosim buru s Veleža, Kažnjenička bojna Tutina.                 | (Refrain:) Be-, Be-, Bestraft, Haben sie mich immer genannt. Von Slano bis Orlovac, Bringe ich den Sturmwind zum Velež, Tutas Sträflingsbataillon.                 |
| Mi u srcu nosimo, Sveto ime Bajino. Neka svatko dobro zna, Da nikome ne prašta, Kažnjenička bojna Tutina.                                   | Wir tragen im Herzen, Den heiligen Namen von Baja [Kraljević]. Lass sie alle gut wissen, Dass niemandem verzeiht, Tutas Sträflingsbataillon.                       |
| Majko evo ratnika, Ponos Brijega Široka. Poruka je njihova, Bit će zemlja slobodna, Sveta zemlja Hrvatska.                                  | Mutter hier sind die Krieger, Der Stolz von Široki Brijeg. Ihre Botschaft ist, Das Land wird frei sein, Das heilige Land Kroatien.                                 |
| (veränderter Refrain 2 x:) Ka-, Ka-, Kažnjeni, Uvijek su mi zvali svi. Od Slanog do Orlovca, Nosim buru s Veleža, Kažnjenička bojna Tutina. | (veränderter Refrain 2 x:) Be-, Be-, Bestraft, Haben sie mich immer genannt. Von Slano bis Orlovac, Bringe ich den Sturmwind zum Velež, Tutas Sträflingsbataillon. |
| Mi u srcu nosimo, Sveto ime Bajino. Neka svatko dobro zna, Da se bori do kraja, Kažnjenička bojna Tutina.                                   | Wir tragen im Herzen, Den heiligen Namen von Baja [Kraljević]. Lass sie alle sicher wissen, Dass bis zum Ende kämpft, Tutas Sträflingsbataillon.                   |
| Kažnjenička bojna Tutina. | Tutas Sträflingsbataillon. |